# Любомир Белко
Любомир Белко (словац. Ľubomír Belko, нар. 4 лютого 2002, Жиліна, Словаччина) — словацький футболіст, воротар «Жиліни» та молодіжної збірної Словаччини.

## Ігрова кар'єра

### Клубна
Любомир Белко народився у місті Жиліна і є вихованцем місцевого однойменного клуба. З 2019 року воротар виступав за другий склад команди. 8 серпня 2021 року Белко дебютував у першій команді у чемпіонаті Словаччини.

### Збірна
З 2021 року Любомир Белко є гравцем молодіжної збірної Словаччини.
У травні 2022 року Белко отримав виклик до національної збірної Словаччини на матчі Ліги націй. Але на полі того разу футболіст не з'являвся.